# Pseudologoi
Pseudologoi, Pseudologos (gr. Ψευδολογοι, Ψευδολογος, łac. Mendacium) – w mitologii greckiej męskie demony kłamstwa i fałszu, dzieci Eris lub według innych źródeł Etera i Gai. Były przeciwieństwem bogini prawdy, Aletheia.
Pseudologos występuje w jednej z bajek napisanych przez greckiego starożytnego pisarza, Ezopa. W jego opowieści duchy te miały postać kobiecą a stworzone zostały przez Dolosa, boga oszustwa i ucznia Prometeusza. Ów tytan chciał przelać swoje rzeźbiarskie umiejętności w rzeźbę Aletheia – prawdy, która miała dotyczyć mężczyzn. Podczas pracy niespodziewanie zostaje wezwany przez Zeusa, Pana Nieba i szybko idzie dowiedzieć się o co chodzi pozostawiając Dolosa samego w warsztacie. Ten wziął glinę i zaczął rzeźbić identyczną postać jak tą, której nie dokończył Prometeusz. Zabrakło mu jednak gliny na uformowanie nogi, zresztą tytan właśnie wrócił. Zdumiony podobieństwem dwóch rzeźb wstawił obie do pieca. Kiedy postacie się upiekły, Prometeusz postawił je do życia. Pierwsza, Aletheia chodził miarowym krokiem. Druga rzeźba zatrzymała się w pół kroku z powodu braku nogi i została nazwana Pseudologos, czyli fałszywy.

## Rodzeństwo
- Ponos (Trud),
- Limos (Głód),
- Algos (Ból),
- Fonos (Morderstwo),
- Lete (Zapomnienie),
- Mache (Walka),
- Horkos (Przysięga)
- Hysminai (Bitwa),
- Androktasiai (Zabójstwo)
- Neikea (Kłótnia)
- Amfilogiai (Spór)
- Dysnomia (Bezprawie, Anarchia)
- Ate (Ślepa głupota, Iluzja)